# مسجد الإمام علي (جارفالا)
مسجد الإمام علي (بالسويدية: Imam Ali moské)، هو مسجد شيعي كبير في البلد، يقع في بلدية جارفالا، مقاطعة ستوكهولم، السويد.
في مايو 2017، وقع حريق متعمد في المبنى، تسبب الحريق في أضرار جسيمة لواجهة وسقف المسجد. يُعتقد أن المهاجم من المتعاطفين مع داعش أو ناشط يميني متطرف.